# Owen Bradley
Owen Bradley (* 21. Oktober 1915 in Westmoreland, Tennessee; † 7. Januar 1998) war ein bedeutender US-amerikanischer Produzent von Country-Musik und Wegbereiter des Nashville Sound.

## Leben
Owen Bradley wuchs in Nashville auf. Er begann seine musikalische Laufbahn als Pianist in Bars und Clubs der näheren Umgebung. Bei der Radiostation WSM hatte er 1935 erste Auftritte. Bald erhielt er dort ein festes Engagement und arbeitete sich zum Musikdirektor hoch. Er hielt diese Position von 1947 bis 1958. Außerdem gründete er eine eigene Tanzkapelle, das Owen Bradley Orchestra und nahm Schallplatten auf. Sein größter Verkaufserfolg war der Titel Blues Stay Away From Me, der 1950 Platz 17 der US-Charts erreichte.
1947 erhielt er vom Decca-Produzenten Paul Cohen das Angebot, als sein Assistent in Nashville Aufnahmen zu leiten. Bradley sagte zu. 1951 eröffnete er mit seinem Bruder Harold (1926–2019) ein Filmstudio, das zwei Jahre später in die Innenstadt zog und bald darauf in ein Musikstudio umgewandelt wurde. Es war das erste Studio in dem Stadtviertel, das heute als „Music Row“ bekannt ist und das kommerzielle Herz der Country-Musik darstellt. Nachdem Cohen Decca verlassen hatte, rückte Bradley zum Vizepräsidenten der Nashviller Sektion auf. Er behielt diese Stellung auch nach der Fusion mit dem MCA-Label 1961. Als Produzent arbeitete er zunächst erfolgreich mit etablierten Stars wie Red Foley, Ernest Tubb, Webb Pierce und anderen zusammen.
Anfang der 1960er Jahre begann eine außerordentlich erfolgreiche Zusammenarbeit mit Patsy Cline. Bradley verschaffte ihr erstklassiges Songmaterial und änderte ihren Stil in Richtung Popmusik. Ähnliches gelang ihm mit Brenda Lee. Statt karger Country-Instrumentierung bestimmten Streichergruppen und Hintergrundchöre das Klangbild. Die Umsatzzahlen stiegen steil an. Owen Bradley gehörte damit neben Chet Atkins und Billy Sherrill zu den wichtigsten Architekten des Nashville Sounds.
Um seinem ältesten Sohn die Produktion von Demobändern zu ermöglichen, kaufte er 1961 außerhalb Nashvilles eine Farm und richtete in einer Scheune ein einfaches Studio ein. Als im Zuge des erfolgreichen Nashville Sounds die Nachfrage nach Musikstudios sprunghaft anstieg, fanden sich nach und nach immer mehr Stars zu Aufnahmesessions in seiner Scheune ein, die unter dem Namen „Bradley’s Barn“ (engl.: „Bradleys Scheune“) bekannt wurde.
1974 wurde Bradley in die Country Music Hall of Fame gewählt. 1988 kehrte er aus seinem Ruhestand zurück, um mit der kanadischen Sängerin k.d. lang ein Patsy Cline gewidmetes Album zu produzieren. 1990 folgte ein Album für die Nachwuchssängerin Marsha Thornton. Ein letztes Mal gab er seinen Ruhestand für die Produktion des Albums I’ve Got a Right to Cry von Mandy Barnett auf. Bradley verstarb während der Aufnahmen Anfang 1998 und das unfertige Album wurde von seinem Bruder Harold und dessen Sohn Bobby vollendet.

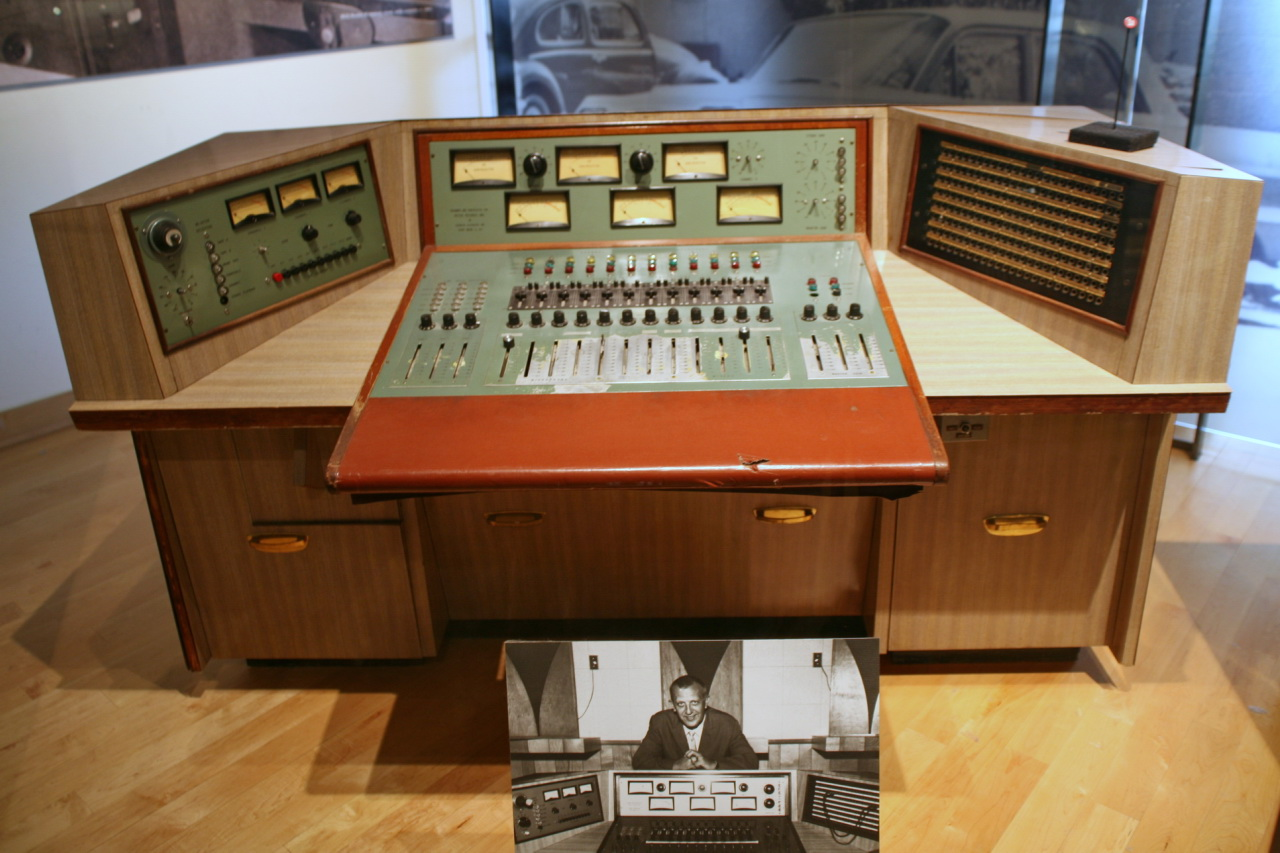
Owen Bradley's Quonset Hut Studio